# La Rosadía
La Rosadía är en ort i Mexiko.   Den ligger i kommunen San Pedro Pochutla och delstaten Oaxaca, i den sydöstra delen av landet, 500 km sydost om huvudstaden Mexico City. La Rosadía ligger 164 meter över havet och antalet invånare är 120.
Terrängen runt La Rosadía är kuperad åt nordost, men åt sydväst är den platt. Terrängen runt La Rosadía sluttar söderut.  Närmaste större samhälle är San Pedro Pochutla, 0,95 km väster om La Rosadía. 